# Нихад Ђедовић
Нихад Ђедовић (Вишеград, 12. јануар 1990) је босанскохерцеговачки кошаркаш. Игра на позицији крила, а тренутно наступа за Малагу. 

## Клупска каријера
Кошарку је почео тренирати у школи кошарке Рин. Са непуних 16 година започео је професионалну каријеру у КК Босна, са којима је постао првак државе. Његов таленат су примјетили клубови Ђирона, Таукерамика, и Барселона. У преговорима са поменутим клубовима, у децембру 2006, са непуних 17 година, изабрао је Барселону гдје је наставио своју каријеру (иако је понуда Таукерамике била финансијски издашнија). 
Под уговором са Барселоном је био пет година, али је већину времена провео на позајмицама где је наступао за шпанске тимове Корнељу и Обрадоиро и италијанску Рому. 
У марту 2012. је потписао уговор са Галатасарајом до краја сезоне. Сезону 2012/13. је провео у берлинској Алби а од 2013. до 2022. је наступао за Бајерн Минхен.

## Репрезентативна каријера
Наступао је за кадетску репрезентацију Босне и Херцеговине 2005-06, те је на Европском првенству, Б Дивизије до 16 година, 2006. године, остварио и најбољи просјек поена по утакмици 20,3 (163 поена у 8 утакмица) уз просјек шута из игре 43,2%. Такође је остварио и друге запажене статистике, 16 асистенција (2,0 по утакмици) и просјечно 3,5 украдене лопте (трећи на првенству).
Играо је за репрезентацију Босне и Херцеговине на Европским првенствима 2011. и 2013.

## Успеси

### Клупски
- Барселона:
  - Првенство Шпаније (1): 2008/09.

- АЛБА Берлин:
  - Куп Немачке (1) : 2013.

- Бајерн Минхен:
  - Првенство Немачке (3): 2013/14, 2017/18, 2018/19.
  - Куп Немачке (1): 2018.

- Малага:
  - Kуп Шпаније (1): 2023.
  - ФИБА Лига шампиона (1): 2023/24.